# The New Gate (ранобе)
«The New Gate» дослівно «Нова брама» — ранобе, написана Шіногі Казанамі. Серія з'явилася на сайті Shōsetsuka ni Narō у 2013 році, але була видалена автором у серпні 2016-го, перш ніж почала виходити у друкованому вигляді під видавництвом AlphaPolis з ілюстраціями Макаі но Дзюніна, KeG та Акіри Банпая, починаючи з грудня 2013 року.
Манґа-адаптація з ілюстраціями Йошиюкі Міва почала виходити на сайті AlphaPolis у листопаді 2014 року. Мобільна гра за мотивами ранобе вийшла у жовтні 2016-го, але її сервіс було припинено у січні 2021-го. Аніме-серіал, створений студіями Cloud Hearts і Yokohama Animation Laboratory, виходив у ефір з квітня по червень 2024 року.

## Синопсис
«The New Gate» — це онлайн-гра на виживання, у якій беруть участь десятки тисяч гравців. Завдяки Шіну, найдосвідченішому ветерану, інші гравці нарешті отримають свободу. Він переміг фінального боса і вже готується до виходу з гри, коли його засліплює таємничий спалах світла. Прокинувшись, Шін виявляє, що опинився у світі гри… через 500 років! Так починається новий розділ у житті легендарного неперевершеного гравця!

## Персонажі
Шінья Кірітані (яп. 桐谷 進也, Kiritani Shin'ya) / Шін/Шин (яп. シン)
Сейю: Кеншо Оно
Головний герой історії. Шін був найсильнішим гравцем у грі граючи за могутнього високу людину. Після перемоги над вбивцями гравців і фінальним босом він несподівано опиняється у реальному світі гри… через 500 років. Щоб приховати свою справжню сутність, він видає себе за обраного.
Шіня Райзер (яп. シュニー・ライザー, Shunī Raizā)
Сейю: Асамі Сето
Одна з послідовниць Шіна у грі, висока ельфійка і доглядачка Святилища Місяця. Вона довгі роки чекала на повернення Шіна, оскільки закохана в нього.
Тієра Люсент (яп. ティエラ・ルーセント, Tiera Rūsento)
Сейю: Каеде Хондо
Ельфійка, яка управляє Святилищем Місяця від імені Шінї. Через прокляття її срібне волосся почорніло, але Шін зміг зняти прокляття, частково повернувши йому початковий колір.
Юзуха (яп. ユズハ)
Сейю: Міхо Окасакі
Духовний монстр, дев'ятихвоста лисиця. Вона уклала договір приручення з Шіном. Згодом набуває здатності перетворюватися на маленьку дівчинку.
Вільгельм Ейвіс (яп. ヴィルヘルム・エイビス, Viruherumu Eibisu)
Сейю: Шунья Хірума
Могутній авантюрист, що володіє легендарною містичною зброєю на ім'я «Веном». Попри суворий вигляд, він добродушний чоловік, союзник Шіна та захисник Міллі.
Міллі (яп. ミリー, Mirī)
Сейю: Akiho Suzumoto
Молода звіролюдка, яку виховує Церква. Вона є оракулом і не раз ставала мішенню темних сил, але її захищали Шін та інші.
Рашія Лузель (яп. ラシア・ルゼル, Rashia Ruzeru)
Сейю: Каорі Ішіхара
Ріонне Штраль Байройт (яп. リオン・シュトライル・ベイルリヒト, Rion Shutorairu Beirurihito)
Сейю: Лінн
Кагеро (яп. カゲロウ)
Сейю: Юкі Хоші
Жирар Естрея (яп. ジラート・エストレア, Jirāto Esutorea)
Сейю: Сатоші Мікамі
Вольфганг Естрея (яп. ウォルフガング・エストレア, Uorufugangu Esutorea)
Сейю: Тацухіса Сузукі
Куоре Естрея (яп. クオーレ・エストレア, Kuōre Esutorea)
Сейю: Ханадзава Кана

## Медіа

### Ранобе
Написане Шіногі Казанамі, серія вперше з'явилася на сайті Shōsetsuka ni Narō у 2013 році. Згодом її придбало видавництво AlphaPolis, яке почало випускати друковану версію з ілюстраціями Макаі но Дзюніна 27 грудня 2013 року. Том 10 і 11 ілюстрував KeG, а з 12-го тому ілюстраціями займається Акіра Банпай. У серпні 2016 року серію було видалено з Shōsetsuka ni Narō і перенесено на сайт AlphaPolis. Станом на червень 2024 року видано двадцять три томи.

#### Список томів ранобе
| №  | Дата виходу       | ISBN                   |
| -- | ----------------- | ---------------------- |
| 1  | 27 грудня 2013    | ISBN 978-4-43-418727-8 |
| 2  | 4 червня 2014     | ISBN 978-4-43-419312-5 |
| 3  | 1 листопада 2014  | ISBN 978-4-43-419892-2 |
| 4  | 4 квітня 2015     | ISBN 978-4-43-420428-9 |
| 5  | 5 вересня 2015    | ISBN 978-4-43-421006-8 |
| 6  | 2 лютого 2016     | ISBN 978-4-43-421578-0 |
| 7  | 9 липня 2016      | ISBN 978-4-43-422120-0 |
| 8  | 5 грудня 2016     | ISBN 978-4-43-422698-4 |
| 9  | 5 квітня 2017     | ISBN 978-4-43-423123-0 |
| 10 | 1 вересня 2017    | ISBN 978-4-43-423683-9 |
| 11 | 3 лютого 2018     | ISBN 978-4-43-424217-5 |
| 12 | 2 липня 2018      | ISBN 978-4-43-424812-2 |
| 13 | 3 грудня 2018     | ISBN 978-4-43-425394-2 |
| 14 | 3 квітня 2019     | ISBN 978-4-43-425801-5 |
| 15 | 1 жовтня 2019     | ISBN 978-4-43-426517-4 |
| 16 | 4 березня 2020    | ISBN 978-4-43-427160-1 |
| 17 | 4 вересня 2020    | ISBN 978-4-43-427777-1 |
| 18 | 6 березня 2021    | ISBN 978-4-43-428551-6 |
| 19 | 5 вересня 2021    | ISBN 978-4-43-429266-8 |
| 20 | 28 лютого 2022    | ISBN 978-4-43-429990-2 |
| 21 | 30 вересня 2022   | ISBN 978-4-43-430874-1 |
| 22 | 30 листопада 2023 | ISBN 978-4-43-432940-1 |
| 23 | 19 червня 2024    | ISBN 978-4-43-434063-5 |

### Манґа
Манґа-адаптація з ілюстраціями Йошіюкі Міви почала виходити на сайті AlphaPolis 11 листопада 2014 року. Станом на травень 2024 року окремі глави були зібрані у п'ятнадцять томів танкобонів.
У березні 2020 року One Peace Books оголосило про отримання ліцензії на видання манґи англійською мовою. AlphaPolis також публікує мангу англійською мовою через свій сервіс Alpha Manga.

#### Список томів манґи
| №  | Дата виходу       | ISBN                   |
| -- | ----------------- | ---------------------- |
| 1  | 31 серпня 2015    | ISBN 978-4-43-420843-0 |
| 2  | 31 березня 2016   | ISBN 978-4-43-421654-1 |
| 3  | 30 листопада 2016 | ISBN 978-4-43-422530-7 |
| 4  | 30 червня 2017    | ISBN 978-4-43-423288-6 |
| 5  | 28 лютого 2018    | ISBN 978-4-43-424180-2 |
| 6  | 31 січня 2019     | ISBN 978-4-43-425436-9 |
| 7  | 31 травня 2019    | ISBN 978-4-43-425890-9 |
| 8  | 4 січня 2020      | ISBN 978-4-43-426872-4 |
| 9  | 31 липня 2020     | ISBN 978-4-43-427627-9 |
| 10 | 28 лютого 2021    | ISBN 978-4-43-428560-8 |
| 11 | 31 жовтня 2021    | ISBN 978-4-43-429506-5 |
| 12 | 30 червня 2022    | ISBN 978-4-43-430459-0 |
| 13 | 28 лютого 2023    | ISBN 978-4-43-431656-2 |
| 14 | 31 березня 2024   | ISBN 978-4-43-433613-3 |
| 15 | 22 травня 2024    | ISBN 978-4-43-433909-7 |

### Мобільна гра
Мобільна гра, заснована на серії ранобе, розроблена та видана AlphaPolis, була випущена для iOS та Android 4 жовтня 2016 року. Її сервіс було припинено 27 січня 2021 року.

### Аніме
Аніме-адаптацію було оголошено 9 листопада 2023 року. Серіал анімувався студіями Cloud Hearts та Yokohama Animation Laboratory, режисером є Тамакі Накатсу, а сценарій створено Хірокі Учідою; дизайн персонажів виконано Іцукі Такемото, а музику написали Юя Морі, Тацухіко Сайкі, Місакі Цучіда та Цугумі Танаку. Серіал виходив у ефір з 14 квітня по 30 червня 2024 року на Tokyo MX та інших телеканалах. Опенінґ «Sekai wo Yanuite» (яп. 世界を射抜いて) у виконанні Соу, а ендінг— «Kanataboshi» (яп. カナタボシ) у виконанні Міхо Окасакі. Crunchyroll ліцензували серіал. Muse Communication ліцензувала серіал в Азіатсько-Тихоокеанському регіоні.

#### Список серій
| № серії | Назва серії                                                                                             | Оригінальна дата показу |
| ------- | --- | ----------------------- |
| 1       | «Третя правда» Транслітерація: «Dai-san no Shinjitsu» (яп. 第3の真実)                                   | 14 квітня 2024          |
| 2       | «Маленький приятель» Транслітерація: «Chīsana Aibō» (яп. 小さな相棒)                                    | 21 квітня 2024          |
| 3       | «Дивне прохання» Транслітерація: «Kimyōna Irai» (яп. 奇妙な依頼)                                        | 28 квітня 2024          |
| 4       | «Після довгої ночі» Транслітерація: «Nagaki Yoru o Koete» (яп. 長き夜を越えて)                          | 5 травня 2024           |
| 5       | «Перепочинок» Транслітерація: «Ichiji no Kyūsoku» (яп. 一時の休息)                                      | 12 травня 2024          |
| 6       | «Місія супроводу» Транслітерація: «Goei Ninmu» (яп. 護衛任務)                                           | 19 травня 2024          |
| 7       | «Беатріс» Транслітерація: «Beirūn» (яп. ベイルーン)                                                     | 26 травня 2024          |
| 8       | «Що довірено і що доручено» Транслітерація: «Takusareru Mono, Takusu Mono» (яп. 託されるもの、託すもの) | 2 червня 2024           |
| 9       | «Принцеса Бейліхтська» Транслітерація: «Beirurihito no Ojo» (яп. ベイルリヒトの王女)                    | 9 червня 2024           |
| 10      | «Демон» (яп. 瘴魔)                                                                                      | 16 червня 2024          |
| 11      | «Закрита Свята Земля» Транслітерація: «Tozasareta Seichi» (яп. 閉ざされた聖地)                          | 23 червня 2024          |
| 12      | «Велика навала» Транслітерація: «Dai Hanran» (яп. 大氾濫)                                               | 30 червня 2024          |

## Сприйняття
Джон Опплігер з AnimeNation вважає, що вона схожа на інші твори жанру ісекай, проте є «значно більш людяною та доступною» у порівнянні з іншими серіалами цього жанру. Він також оцінив ілюстрації Міви, хоча зауважив, що в них використовується багато скрінтону. Демельза з Anime UK News описала світобудову як нудну, а головного героя та художнє оформлення — як буденні. Вона також зазначила, що в порівнянні з іншими роботами жанру ісекай не вистачає нових ідей.
Станом на лютий 2023 року, сукупний тираж творів та манґи становив 2,34 мільйона примірників.